# Округ Полк (Висконсин)
Округ Полк (енгл. Polk County) је округ у америчкој савезној држави Висконсин.

## Демографија
По попису из 2010. године број становника је 44.205, што је 2.886 (7,0%) становника више него 2000. године.
| Група             | 2000.          | 2010.          |
| Белци             | 40.131 (97,1%) | 42.475 (96,1%) |
| Афроамериканци    | 63 (0,2%)      | 96 (0,2%)      |
| Азијати           | 109 (0,3%)     | 159 (0,4%)     |
| Хиспаноамериканци | 329 (0,8%)     | 656 (1,5%)     |
| Укупно            | 41.319         | 44.205         |